# Oberboihingen
Oberboihingen là một thị xã ở huyện Esslingen trong bang Baden-Württemberg ở phía nam nước Đức. Đô thị Oberboihingen có diện tích 6,31 km².